# Fundão (Brazilië)
Fundão is een gemeente in de Braziliaanse deelstaat Espírito Santo. De gemeente telt 16.431 inwoners (schatting 2009).

## Aangrenzende gemeenten
De gemeente grenst aan Serra, Santa Leopoldina, Ibiraçu, Santa Teresa en Aracruz.

## Verkeer en vervoer
De plaats ligt aan de noord-zuidlopende weg BR-101 tussen Touros en São José do Norte. Daarnaast ligt ze aan de wegen ES-261.
De plaats ligt aan een spoorlijn.